# Au pays de la peur
Pour plus de détails, voir Fiche technique et Distribution.
Au pays de la peur (titre original : The Wild North) est un film américain réalisé par Andrew Marton, sorti en 1952. C'est le premier film tourné en couleurs avec le procédé ansco color.

## Synopsis
Après avoir vendu ses fourrures au comptoir, Jules Vincent, un trappeur (Stewart Granger), se rend au saloon où il corrige un rustre qui importunait une indienne nommée Adjidaumo (Cyd Charisse). Le lendemain, il décide de ramener celle-ci en canoë au campement de sa tribu où se trouve son père. Il se résout à prendre à bord de son embarcation le chercheur d'or Max Brody (Howard Petrie), qu'il avait mis K.-O. la veille. Arrivés dans une zone torrentueuse de la rivière, Brody met en grand danger la vie des passagers. Contraint de se défendre, Jules Vincent provoque malencontreusement la mort du chercheur d'or. Dorénavant hors-la-loi, il parvient à s'enfuir et, pourchassé par le constable Pedley (Wendell Corey), se réfugie dans le Grand-Nord.
Pedley arrive à le rattraper et à le menotter, mais le voyage de retour est long et périlleux dans les solitudes enneigées d'autant plus que le captif ne met aucun zèle à indiquer le bon chemin. Les loups, une avalanche, la nature hostile, des aventuriers, les tempêtes de neige…, rendent peu à peu le représentant de la loi et son prisonnier solidaires pour survivre, à tel point que Jules Vincent en arrive à sauver la vie de son gardien qui s'est pris le pied dans un piège à loups. Pedley gravement blessé, les rôles s'inversent. Le trappeur ramène le policier au poste de la Police montée et prouve par ce fait son honnêteté. La thèse de l'accident pour expliquer la mort du chercheur d'or et la parole de Jules Vincent deviennent enfin crédibles. Le trappeur innocenté et désormais libre pourra retrouver la belle indienne Adjidaumo.

## Fiche technique
- Titre original : The Wild North
- Titre français : Au pays de la peur
- Réalisation : Andrew Marton, assisté de Jerry Thorpe (non crédité)
- Scénario : Frank Fenton d'après un chapitre du livre Pioneers of Justice de Walter Liggett (en)[2]
- Musique : Bronislau Kaper
- Direction artistique : E. Preston Ames et Cedric Gibbons
- Décors : Alfred E. Spencer et Edwin B. Willis
- Photographie : Robert Surtees
- Son : Stanley Lambert et Douglas Shearer
- Montage : John D. Dunning
- Producteur : Stephens Ames
- Société de production : Metro-Goldwyn-Mayer
- Société de distribution : Metro-Goldwyn-Mayer
- Pays de production :  États-Unis
- Langue originale : anglais
- Premier film en ansco color - 35 mm – 1,37:1 – mono
- Genre : western
- Durée : 97 minutes
- Dates de sortie
  - USA : 22 mars 1952
  - France : 19 décembre 1952

## Distribution
- John Butler : un marchand
- Cyd Charisse (VF : Nelly Benedetti) : Adjidaumo, la jeune indienne
- G. Pat Collins (en) : barman
- Russ Conklin : un indien
- Clancy Cooper : Sloan
- Henry Corden : employé d'hôtel
- Wendell Corey (VF : Jacques Dacqmine) : Pedley, agent de la Police montée
- James Dime (en) : citadin au procès
- Morgan Farley (VF : Fernand Fabre) : le père Simon
- Stewart Granger (VF : Gabriel Cattand) : le trappeur, Jules Vincent
- Holmes Herbert : un magistrat
- Gary Jackson : un garçon
- J. M. Kerrigan : Callahan
- Rex Lease : un citadin
- Henri Letondal : John Mudd
- Lewis Martin : un sergent
- Ruth Martin : voix d'une indienne qui chante
- Emile Meyer : Jake
- Brad Morrow (en) : un garçon
- Howard Petrie  (VF : René Arrieu) : Max Brody, un chercheur d'or
- Robert R. Stephenson : un ivrogne
- Houseley Stevenson : un vieil homme
- Cliff Taylor : un citadin
- Ray Teal : Ruger
- John War Eagle (en) : Le chef indien

## Tournage
- Les extérieurs de ce film ont été tournés en Idaho[3], (Clearwater River, Sun Valley, sur le cours supérieur de Big Wood River, Galena Pass) et dans le Wyoming, (Jackson Hole, Lac Jenny). Hood River doit être dans l'Orégon.

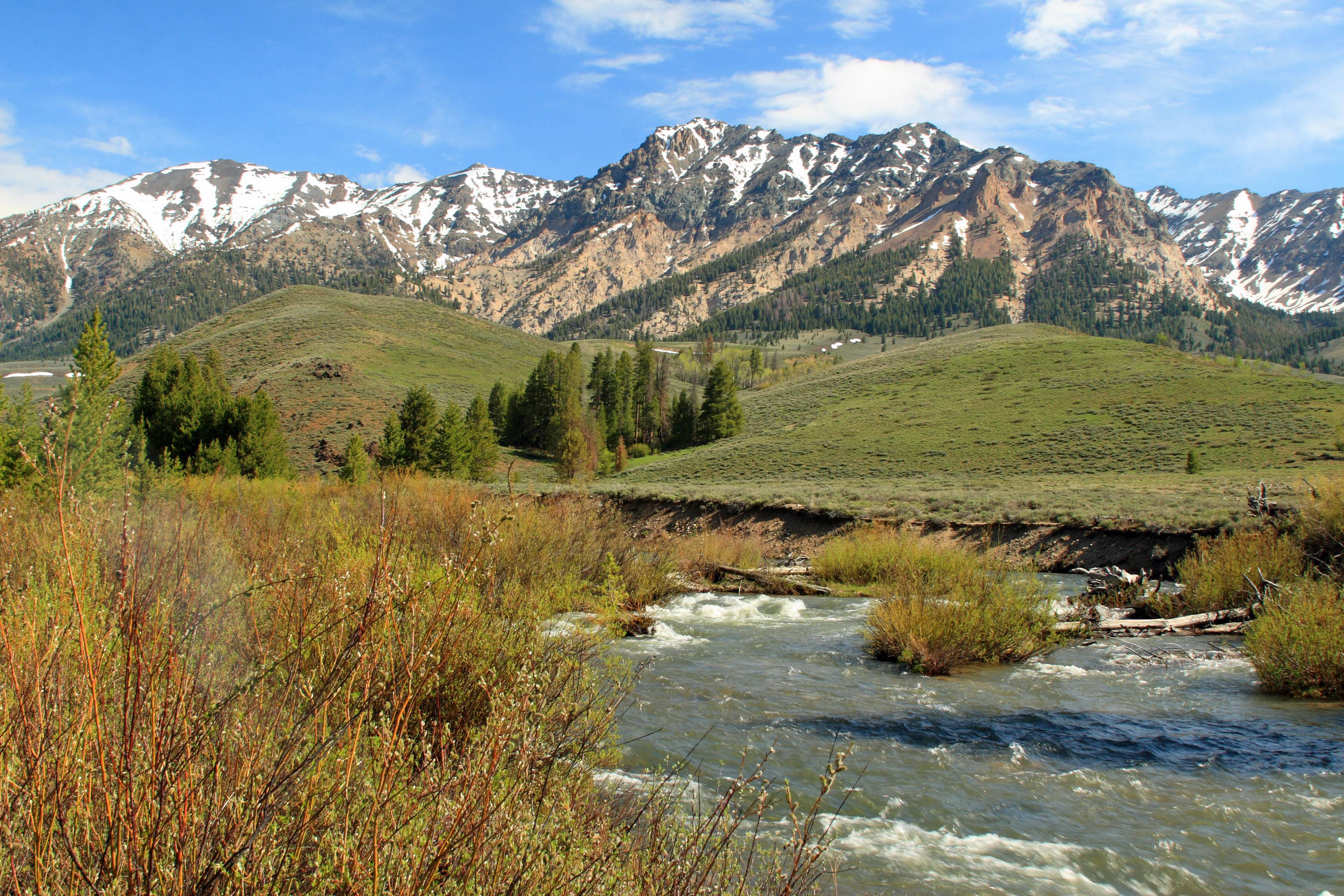
Big Wood River
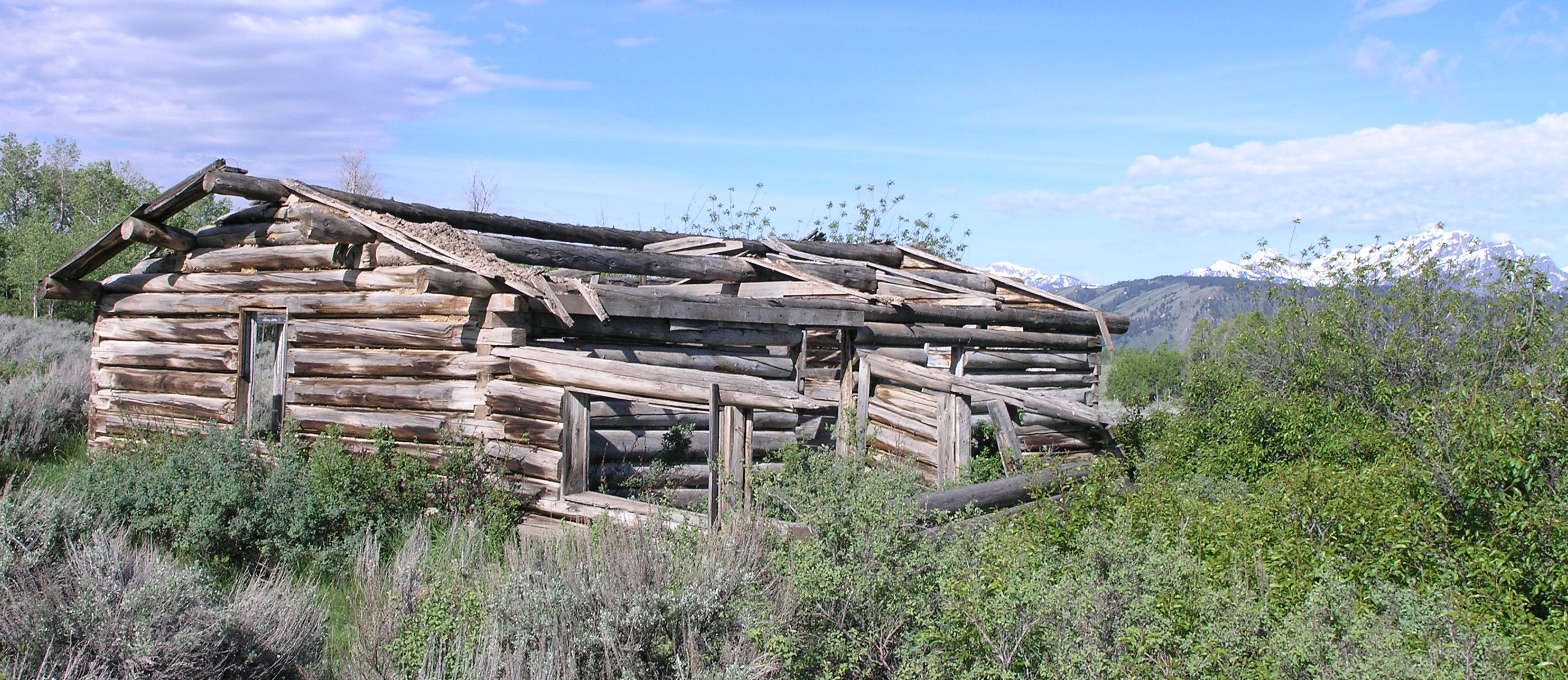
Cabane abandonnée dans la vallée de Jackson Hole dans le Wyoming
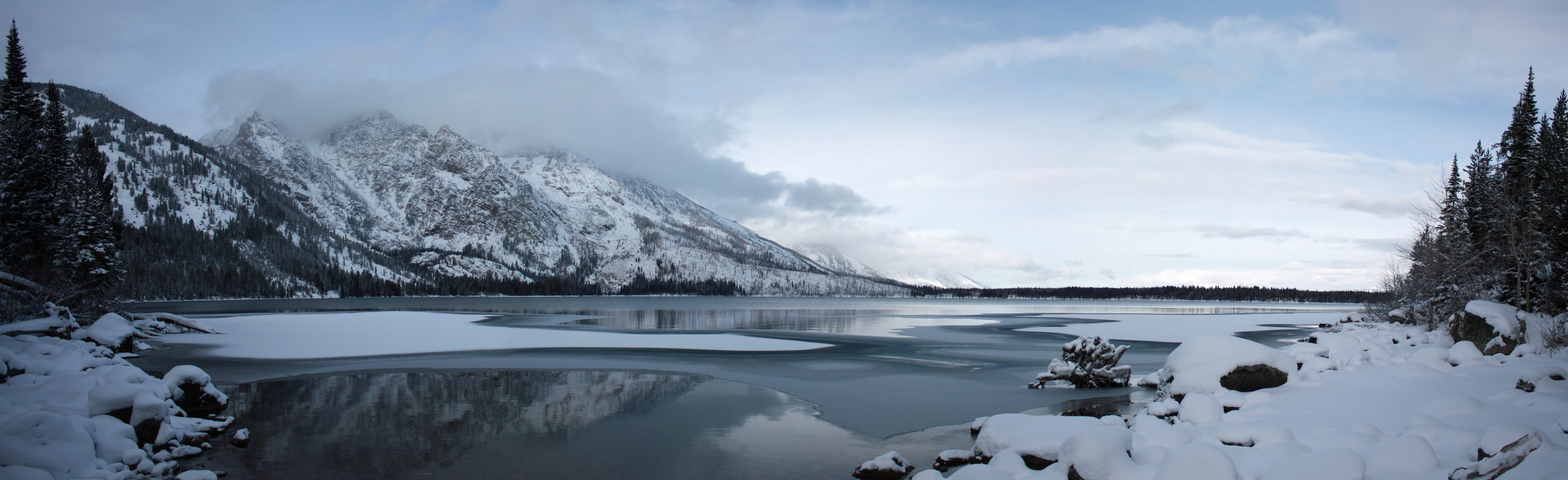
Lac Jenny
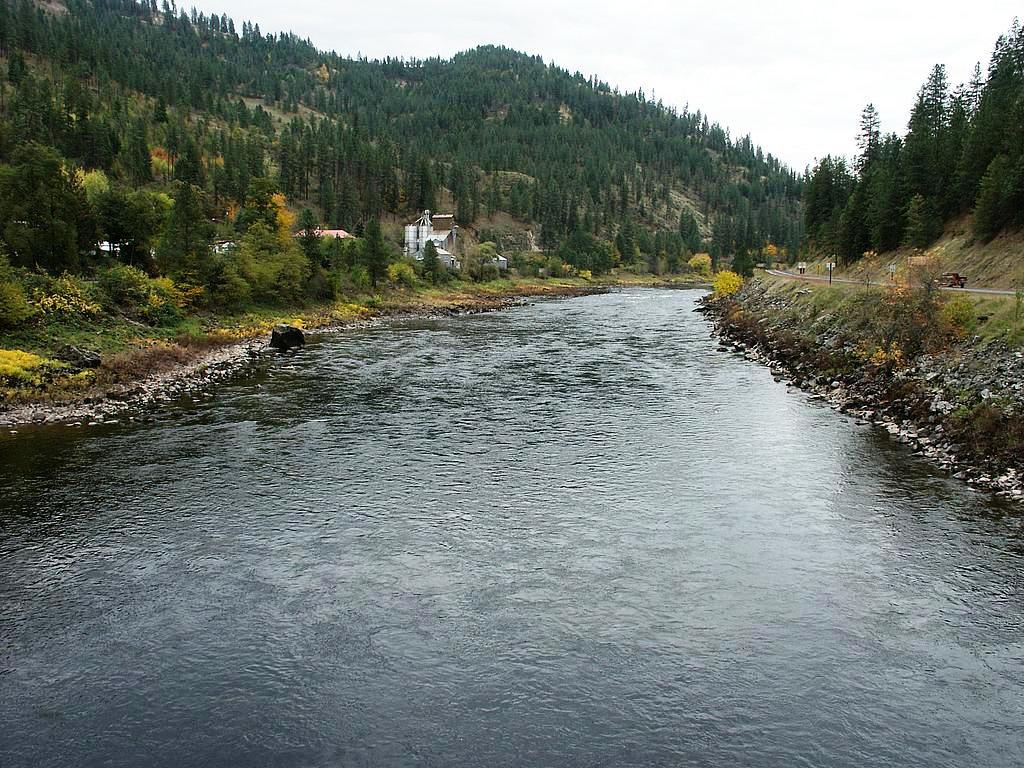
Clearwater River
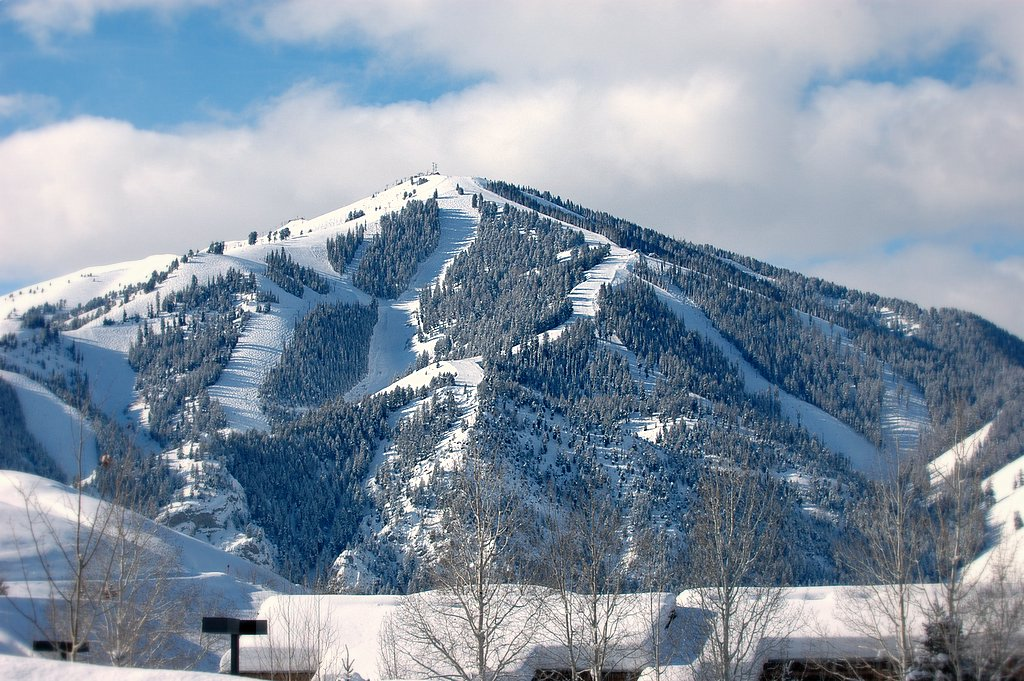
Bald Mountain vu du lac de Sun Valley dans l'Idaho

## Accueil
En 1953, en France, le film a attiré 1746799 spectateurs d'après « Box office story »
Alain Paucard écrit dans le Guide des films aux Éditions Robert Laffont « Délicieuse histoire d'amour admirablement photographiée dans des paysages grandioses. Si vous entendez quelqu'un vous dire que Cyd Charisse « n'est pas terrible », demandez à voir la photo de sa femme »

## En bref
Pour illustrer une des affiches du film, Alexis Oussenko a retenu l'attaque par une meute de loups, l'une des descentes des rapides en canoë et l'histoire d'amour entre la belle indienne et le trappeur.